# Krzysztof Zwarycz
Krzysztof Maciej Zwarycz (Gdynia, 13 de diciembre de 1990) es un deportista polaco que compite en halterofilia.
Ganó una medalla de plata en el Campeonato Mundial de Halterofilia de 2018 y una medalla de bronce en el Campeonato Europeo de Halterofilia de 2017, ambas en la categoría de 85 kg. Participó en los Juegos Olímpicos de Londres 2012, ocupando el séptimo lugar en la categoría de 77 kg.

## Palmarés internacional
| Campeonato Mundial | Campeonato Mundial       | Campeonato Mundial | Campeonato Mundial |
| Año                | Lugar                    | Medalla            | Categoría          |
| ------------------ | ------------------------ | ------------------ | ------------------ |
| 2017               | Anaheim (Estados Unidos) | Medalla de plata   | 85 kg              |
| Campeonato Europeo |                          |                    |                    |
| Año                | Lugar                    | Medalla            | Categoría          |
| 2017               | Split (Croacia)          | Medalla de bronce  | 85 kg              |